# 叙尼
叙尼（法語：Sugny，法語發音：[syɲi]）是法国阿登省的一个市镇，属于武济耶区。

## 地理
叙尼（49°21'29"N, 4°39'25"E）面积6.11 平方千米，位于法国大東部大區阿登省，该省份为法国北部内陆省份，西接埃纳省，南至马恩省，东临默兹省，北与比利时接壤。
与叙尼接壤的市镇（或旧市镇、城区）包括：孔特勒沃、蒙圣马丹、圣玛丽、圣莫雷尔、埃纳河畔萨维尼。

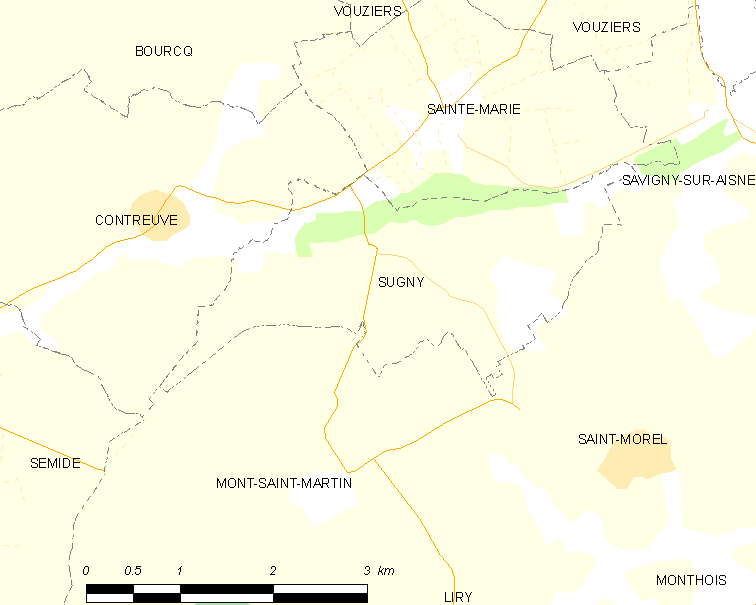
叙尼的OSM定位图

叙尼的时区为UTC+01:00、UTC+02:00（夏令时）。

## 行政
叙尼的邮政编码为08400，INSEE市镇编码为08431。

## 政治
叙尼所属的省级选区为阿蒂尼县。

## 人口

1962-2008年间叙尼人口变化图示

叙尼于2022年1月1日时的人口数量为94人。